# 歌窈曲
『歌窈曲』（かようきょく）は一青窈の初のカバー・アルバム。

## 解説
1950年代から1970年代にかけて発表された楽曲のカバーが中心となっている。2011年に『時代』、2012年に『他人の関係』が先行で配信リリースされている。
初回限定盤と通常盤の2形態で発売され、ジャケットもそれぞれ異なる。初回限定盤にはDVDが付属され過去のコンサートで披露されたカバー曲の様子が収められている。

## 収録曲

### CD
1. 喝采
作詞：吉田旺 / 作曲：中村泰士 / 編曲：紺野紗依
ちあきなおみのカバー
2. 他人の関係
作詞：有馬三恵子 / 作曲：川口真 / 編曲：小林武史
配信限定シングル
金井克子のカバー
3. 終着駅
作詞：千家和也 / 作曲：浜圭介 / 編曲：紺野紗依
奥村チヨのカバー
4. 赤い風船
作詞：安井かずみ、作曲・編曲：筒美京平 / 編曲：武部聡志
浅田美代子のカバー
5. 星影の小径
作詞：矢野亮 / 作曲：利根一郎 / 編曲：武部聡志
小畑実のカバー
6. 逢いたくて 逢いたくて
作詞：岩谷時子 / 作曲：宮川泰 / 編曲：武部聡志
園まりのカバー
7. 天使の誘惑
作詞：なかにし礼 / 作曲：鈴木邦彦 / 編曲：武部聡志
黛ジュンのカバー
8. リンゴ追分
作詞：小沢不二夫 / 作曲：米山正夫 / 編曲：紺野紗依
美空ひばりのカバー
9. アカシアの雨がやむとき
作詞：水木かおる / 作曲：藤原秀行 / 編曲：小林武史
西田佐知子のカバー
10. 竹田の子守唄
作詞・作曲：日本民謡 / 編曲：小林武史
赤い鳥のカバー
11. 時代
作詞・作曲：中島みゆき / 編曲：小林武史
配信限定シングル
中島みゆきのカバー

### DVD (初回限定盤のみ)
1. 上を向いて歩こう TOUR 2011 "頬づえ～夕方早く私を尋ねて”at 富士ロゼシアター (2011.6.26)
2. 夜明けのうた TOUR 2011 "頬づえ～夕方早く私を尋ねて”at 富士ロゼシアター (2011.6.26)
3. 愛燦燦 TOUR 2011 "瞬き"at かつしかシンフォニーヒルズ （2011.12.16)
4. 東京の屋根の下 TOUR 2010 "おかわりありませんか" atパルテノン多摩 大ホール (2010.10.30)
5. 思秋期 TOUR 2010 "おかわりありませんか" atパルテノン多摩 大ホール (2010.10.30)